# Jardin Majorelle

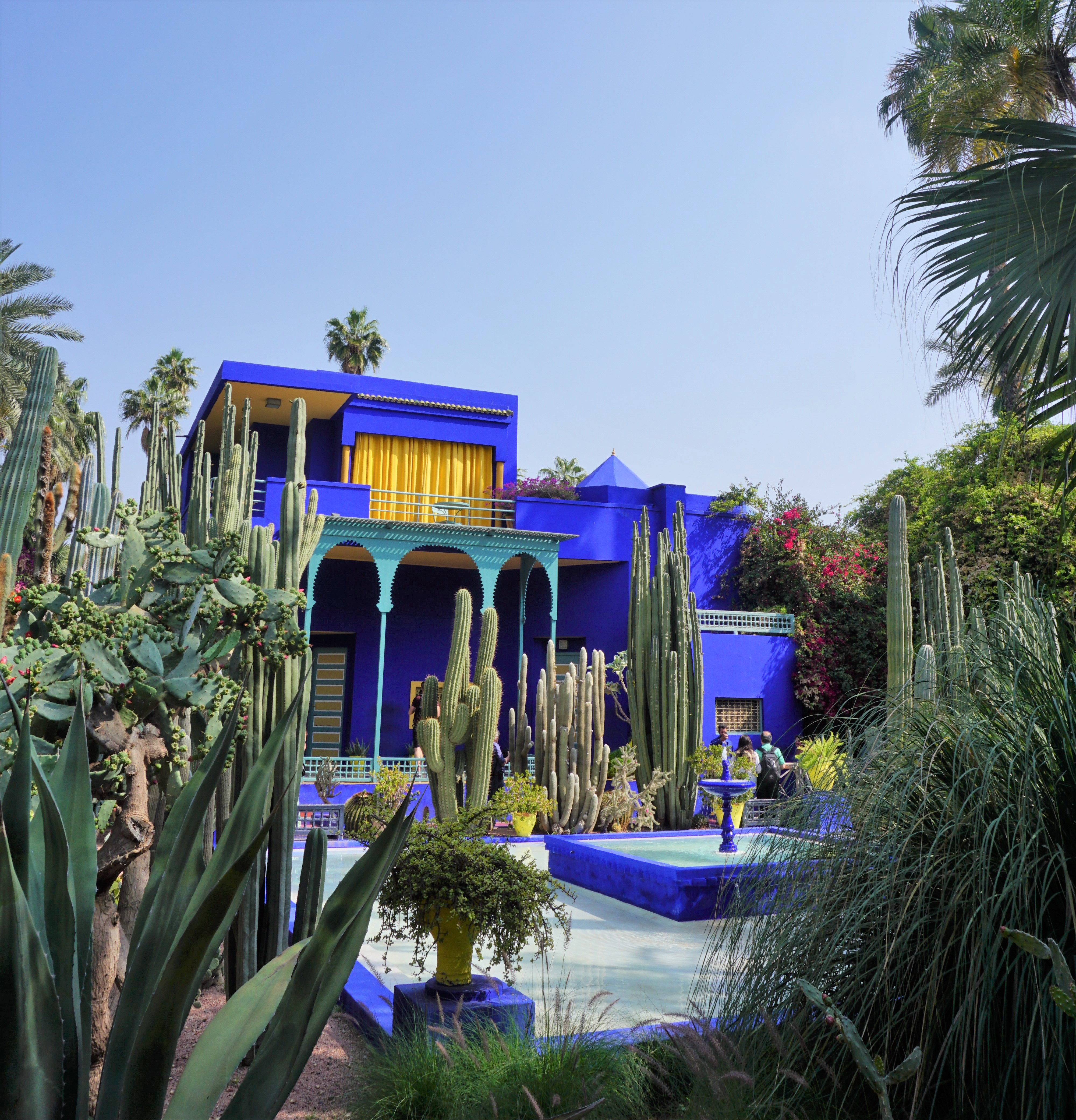
Atelier von Jacques Majorelle im Zentrum des Gartens

Der Jardin Majorelle ist ein ca. 4000 m² großer Garten in Marrakesch, Marokko. Die Anlage gilt als einer der schönsten Gärten weltweit und ist mit jährlich 850.000 Besuchern die meistbesuchte Sehenswürdigkeit Marokkos.

## Lage
Der Jardin Majorelle befindet sich in der Neustadt Marrakeschs nordöstlich der historischen Altstadt. Der Garten liegt an der Straße „Rue Yves St Laurent“ in unmittelbarer Nachbarschaft zum Yves-Saint-Laurent-Museum. 

## Geschichte
Nachdem sich 1919 der französische Maler Jacques Majorelle im damals seit 1911 französischen Marokko niederließ, legte er 1923 auch einen Garten an. Majorelles Kunst ist heute weitgehend in Vergessenheit geraten – bis auf den von ihm erschaffenen Garten. Eine spezielle Abstufung des Kobaltblaus, die er im Garten sehr oft verwendete, nennt man nach ihm Majorelle-Blau.
Im Garten findet man Pflanzen aller fünf Kontinente, neben einem Bambuswäldchen hauptsächlich Kakteen und Bougainvillea. Zwanzig Gärtner und Angestellte kümmern sich täglich um den Garten und die Bassins. Die Flora umfasste 1999 dreihundert Arten, vor allem eine vielfältige Kakteenbepflanzung. Im Jahr 2000 erhielt der Garten eine automatische Bewässerungsanlage, die es ermöglicht, den Pflanzen die optimale Wassermenge im zeitlich besten Abstand zukommen zu lassen.
Seit 1947 ist der Garten öffentlich zugänglich. 1980 wurde er von dem französischen Modedesigner Yves Saint Laurent und seinem Lebensgefährten und Geschäftspartner Pierre Bergé aufgekauft. 1997 gründete Bergé eine Stiftung, «The Majorelle Trust», die sich dauerhaft um den Erhalt der Anlage kümmern soll. Sie ließen den mittlerweile verwilderten Garten in mehreren Etappen wiederherstellen. Hier holte sich Saint Laurent seine Inspirationen für seine Kollektionen. Nach seinem Abschied vom Modegeschäft 2002 wurde die Villa und der Garten zu einem seiner Rückzugsorte. Nach seinem Tod im Jahr 2008 wurde seine Asche im Beisein von Mitarbeitern und Freunden im Rosengarten verstreut. 
Der Garten beherbergte auch das Islamische Kunstmuseum von Marrakesch, dessen Sammlung nordafrikanische Textilien aus Saint-Laurents persönlicher Kollektion ebenso wie Keramiken, Schmuck und Gemälde von Majorelle umfasst.

## Gartenbilder

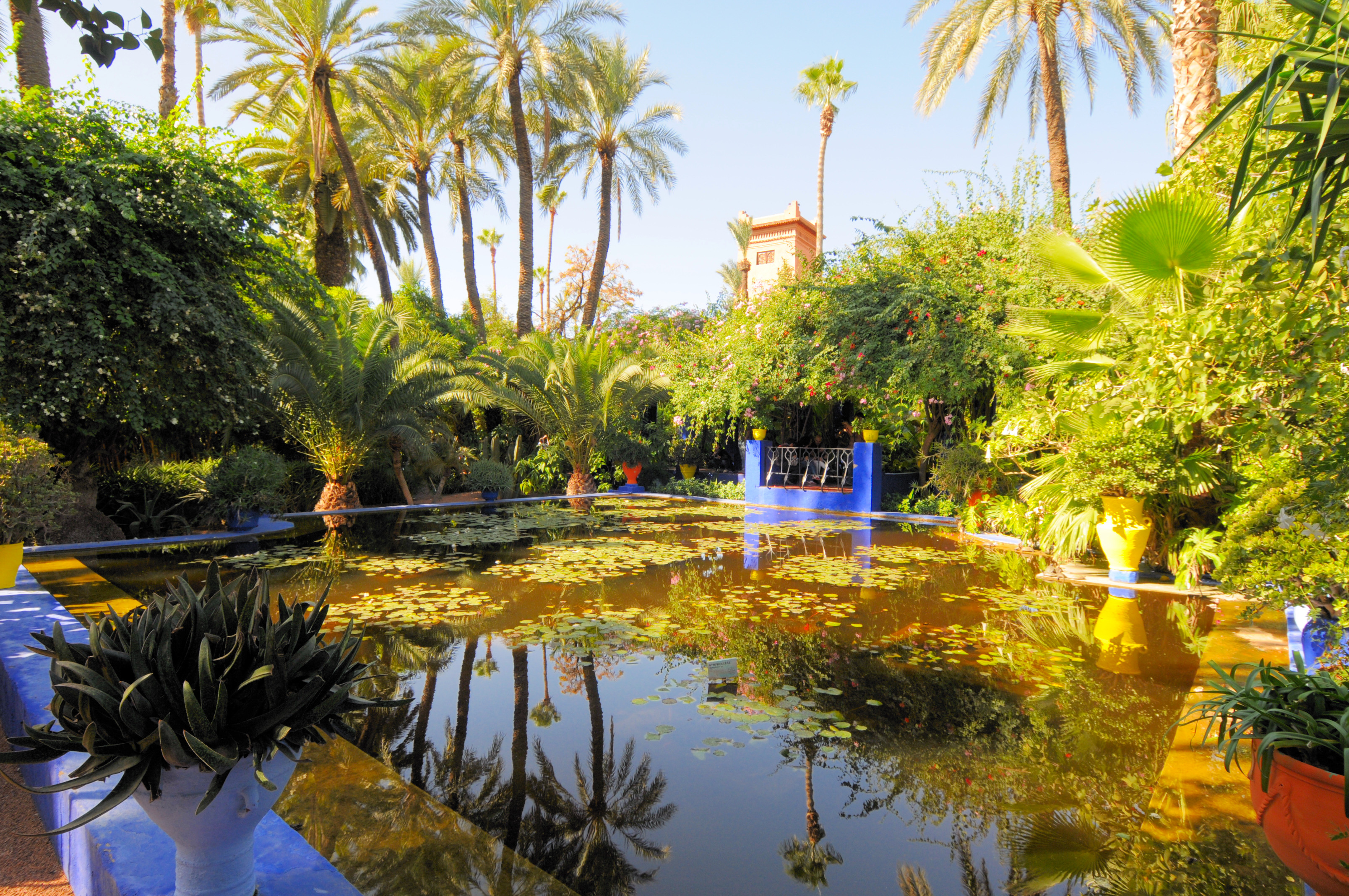
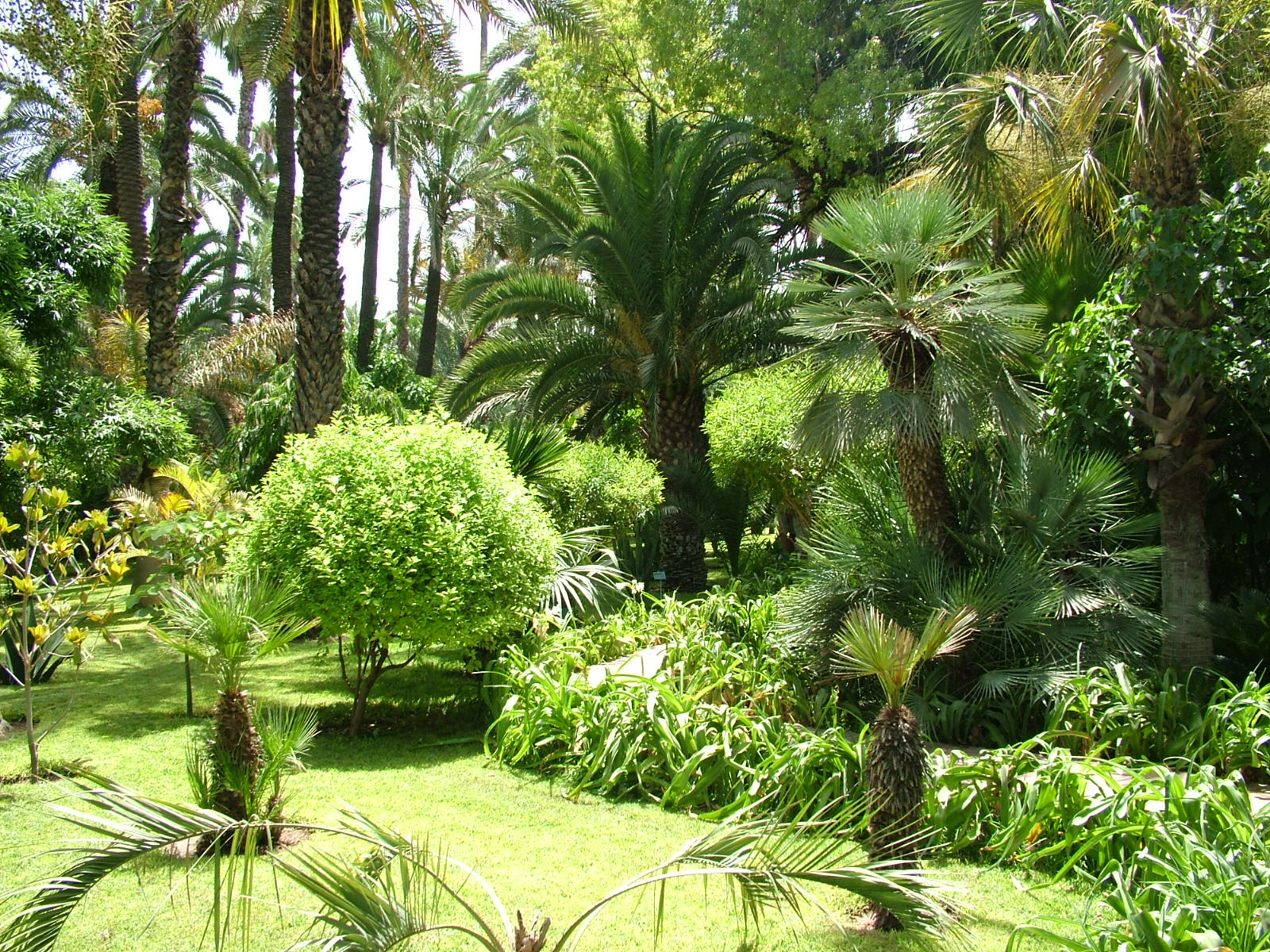
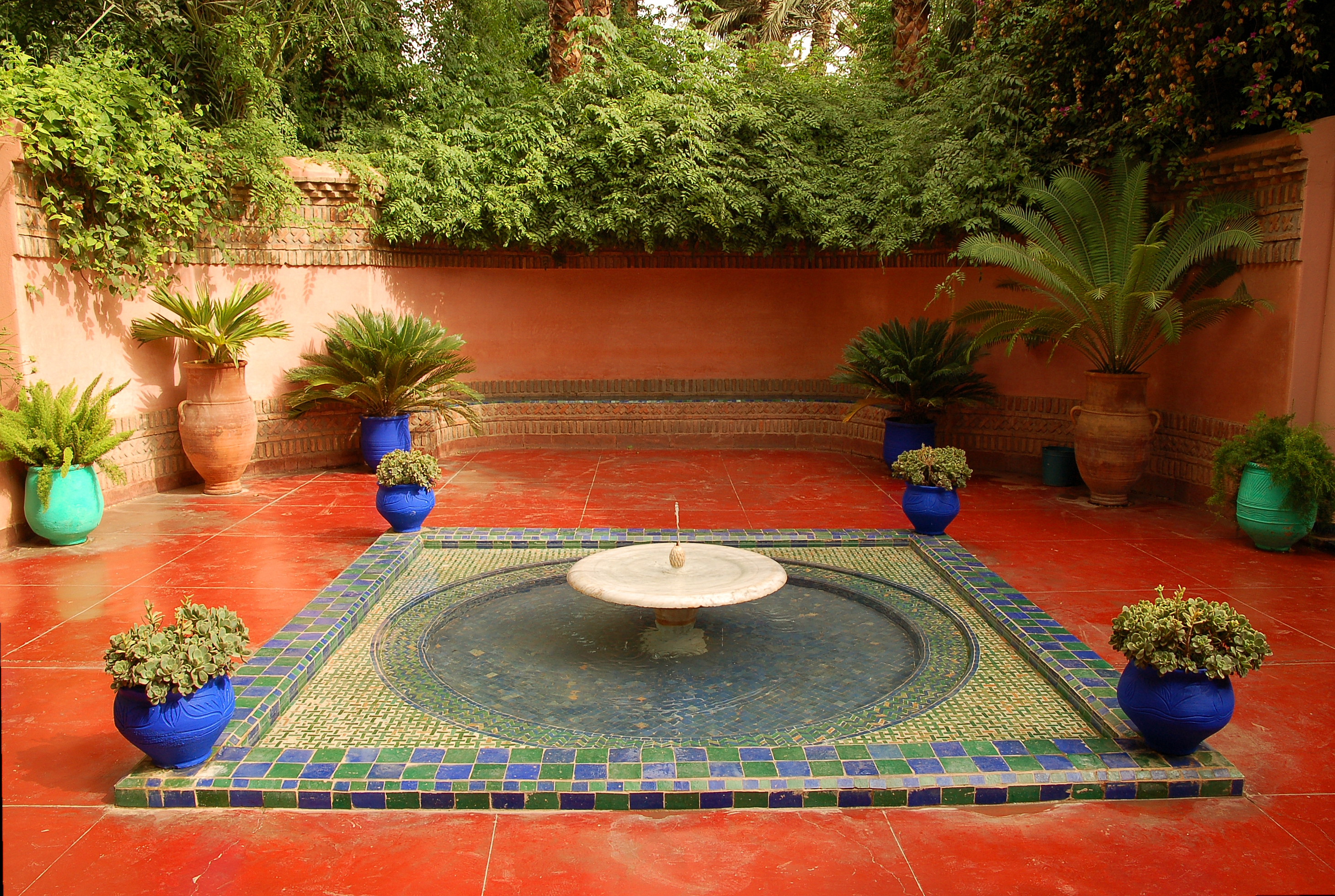
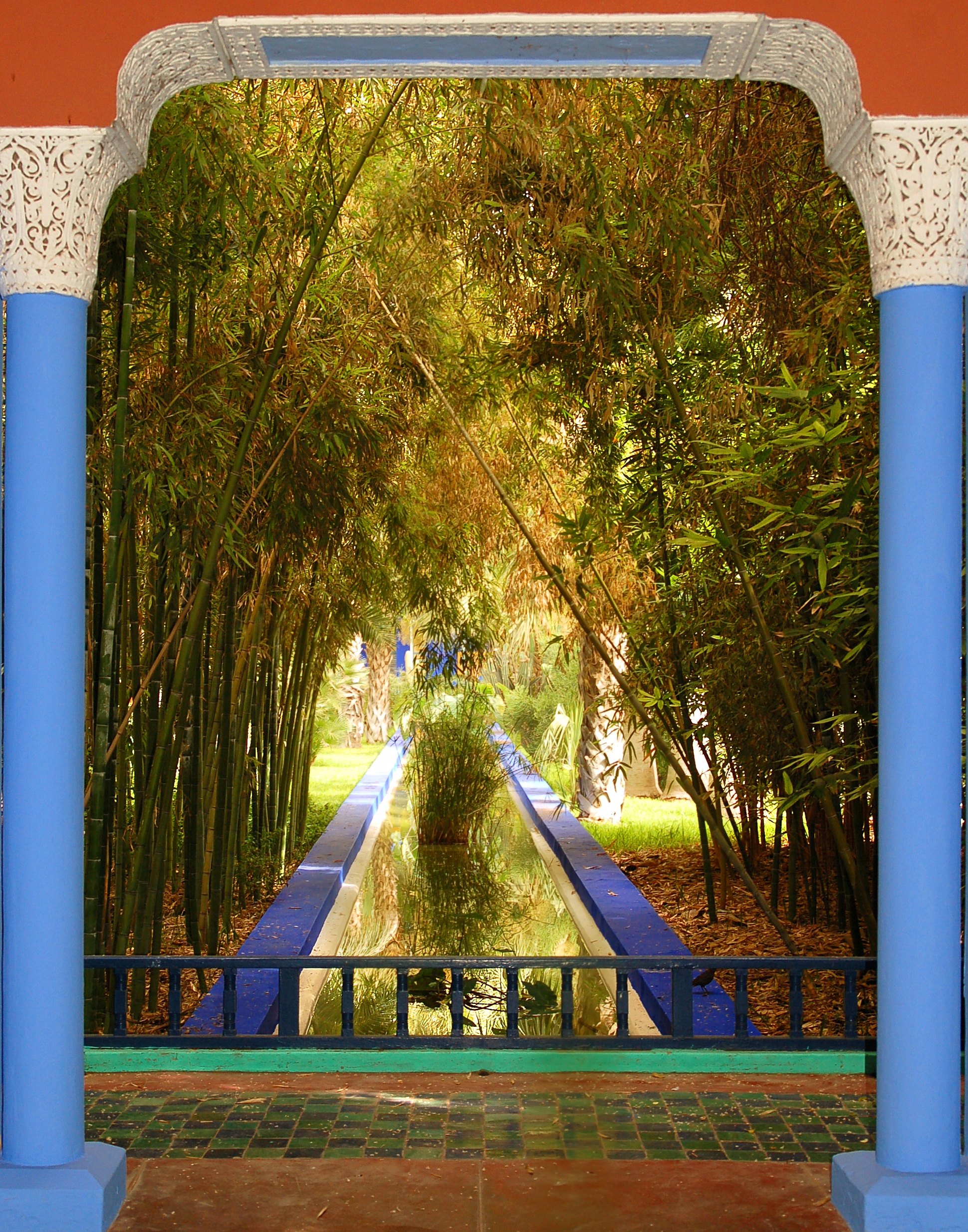

## Film
- Die Gärten von Marrakesch. Dokumentarfilm, Deutschland, 2008, 43 Min., Buch und Regie: Veronika Hofer, Produktion: Straub & Pirner, Radio Bremen, arte, Erstsendung: 27. Januar 2009 bei arte, Inhaltsangabe von ARD.